# PAM16
PAM16 (англ. Presequence translocase associated motor 16) – білок, який кодується однойменним геном, розташованим у людей на короткому плечі 16-ї хромосоми. Довжина поліпептидного ланцюга білка становить 125 амінокислот, а молекулярна маса — 13 825.
| 10         |  | 20         |  | 30         |  | 40         |  | 50         |
| ---------- |  | ---------- |  | ---------- |  | ---------- |  | ---------- |
| MAKYLAQIIV |  | MGVQVVGRAF |  | ARALRQEFAA |  | SRAAADARGR |  | AGHRSAAASN |
| LSGLSLQEAQ |  | QILNVSKLSP |  | EEVQKNYEHL |  | FKVNDKSVGG |  | SFYLQSKVVR |
| AKERLDEELK |  | IQAQEDREKG |  | QMPHT      |  |            |  |            |

A: Аланін

D: Аспарагінова кислота

E: Глутамінова кислота

F: Фенілаланін

G: Гліцин

H: Гістидин

I: Ізолейцин

K: Лізин

L: Лейцин

M: Метіонін

N: Аспарагін

P: Пролін

Q: Глутамін

R: Аргінін

S: Серин

T: Треонін

V: Валін

Кодований геном білок за функцією належить до фосфопротеїнів. 
Задіяний у таких біологічних процесах, як транспорт, транспорт білків, транслокація. 
Локалізований у мембрані, мітохондрії, внутрішній мембрані мітохондрії.